# Хедер Макартни
Хедер Луиз Макартни (рођена Хедер Луиз Си; 31. децембра 1962) је америчко-британска грнчарка и уметница која је ћерка Линде Макартни и усвојена ћерка сер Пола Макартнија. 

## Биографија
Макартни је рођен у Тусону, Аризона, САД од Линде Истман (касније Макартни) и Џозефа Мелвила Си млађег, америчког геолога.    Њени родитељи су се раздвојили након 18 месеци брака, Си се развео од мајке не противећи се њеном пуном старатељству. Када се Истман удала за Пола Макартнија 1969. године, Хедер је имала шест година. За то време Макартни је формално усвојио Хедер, уз Сијево одобрење, признајући да ће она „имати бољи живот као Макартни“.  Хедер се појавила у филму Битлса Let It Be и документарној серији Get Back. Полусестра Мери рођена је 1969. године, затим друга полусестра Стела 1971. и полубрат Џејмс 1977. Хедер је рекла да је њен биолошки отац имао доживотни утицај на њу, али да она сматра Пола Макартнија својим оцем. 
Макартни је почео да показује интересовање за уметност и освојила награду за младог црно-белог штампача године за фотографију коју је назвала "Водопад".  Касније је отишла у уметничку школу, где се фокусирала на грнчарство и дизајн. Макартни је отпутовала у Мексико, где је живела међу староседеоцима племена Хуичол и Тарахумара. Касније се преселила у Аризону да живи са својим биолошким оцем и на крају се вратила у Енглеску да ради као грнчар.
Као и њени родитељи и полубраћа и сестре, Макартни је вегетаријанац и страствена за права животиња. 
Године 1999. Макартни је лансирала линију производа за кућанство. 